# Dalin (wzgórze)
Dalin – wzniesienie o wysokości 506 m na Pogórzu Wielickim. Znajduje się na północno-wschodnim krańcu pasma Barnasiówki. Jest w większości porosnięte lasem. Stoki południowo-wschodnie opadają do doliny Bysinki oddzielającej go od Beskidu Makowskiego, stok północny do doliny potoku Głogoczówka, we wschodni stok wcina się potok Rzeczki. Przez szczyt Dalina biegnie granica między miastem Myślenice i wsią Rudnik
Na stokach Dalina znajduje się cmentarz choleryczny.

## Szlaki turystyczne
Przez szczyt Dalina i całym grzbietem Pasma Barnasiówki biegną dwa szlaki turystyczne;
 Sułkowice – Pisana – Kaniowa Góra – Barnasiówka – Dalin – Myślenice. Odległość 12 km, suma podejść 376 m, suma zejść 350 m, czas przejścia czas przejścia 3 godz. 38 min, z powrotem 3 godz. 50 min
 Beskidzki szlak św. Jakuba